# Saint-Martin-d’Hères
Saint-Martin-d’Hères (wymowaⓘ) – miejscowość i gmina we Francji, w regionie Owernia-Rodan-Alpy, w departamencie Isère.
Według danych na rok 1990 gminę zamieszkiwało 34 341 osób, a gęstość zaludnienia wynosiła 3709 osób/km² (wśród 2880 gmin regionu Rodan-Alpy Saint-Martin-d’Hères plasuje się na 17. miejscu pod względem liczby ludności, natomiast pod względem powierzchni na miejscu 1179.).
Przez gminę przepływa rzeka Isère.
Z Saint-Martin-d’Hères pochodzi Marion Rolland, francuska narciarka alpejska, mistrzyni świata.